# Lachnoptera ayresii
Lachnoptera ayresii är en fjärilsart som beskrevs av Henry Trimen 1879. Lachnoptera ayresii ingår i släktet Lachnoptera och familjen praktfjärilar. Inga underarter finns listade i Catalogue of Life.